# Kneiff
Kneiff is de hoogste natuurlijke heuvel van het Groothertogdom Luxemburg.
De Kneiff bevindt zich in Troisvierges (Luxemburgs: Ëlwen, Duits: Ulflingen), een gemeente in het kanton Clervaux in het uiterste noorden van het land, dicht bij de Burgplatz, die soms ten onrechte als hoogste punt wordt aangemerkt. Echter, de Kneiff is van nature met zijn 560 meter één meter hoger dan de Burgplatz, die is opgehoogd om er vervolgens een toren op te bouwen.
Anders dan de Burgplatz, die aan een doorgaande weg ligt, ligt de Kneiff in een weiland dat enkel bereikbaar is via een doodlopende weg.